# Margareth Menezes
Pour les articles homonymes, voir Menezes.
Margareth Menezes, née le 13 octobre 1962 à Salvador, est une actrice de théâtre, productrice et chanteuse de musique axé, de carnaval et de world music brésilienne. 
Elle est ministre de la Culture dans le troisième gouvernement de Lula depuis le 1er janvier 2023.

## Parcours
Avec sa voix grave et marquante, Margareth Menezes fut l'une des chanteuses de carnaval qui mit le plus de temps à récolter les fruits d'un succès mérité.
Née dans un quartier pauvre, Boa Viagem, de la capitale de l'État de Bahia, elle participe déjà petite à la chorale de sa paroisse et apprend en même temps le violon.
En 1980, elle joue dans sa première pièce Ser ou não ser gente de Silas Henrique au théâtre Vila Velha à Salvador. Révélant un véritable talent pour le théâtre, elle participe par la suite à plusieurs pièces, comme "Mascaras" de Menotti Del Picchia, "Inspetor Geral" de Gogol ou "O Menino Maluquinho" de Ziraldo. Elle participe à la création du cirque Troca de Segredos, où elle jouera plusieurs pièces.
Parallèlement, à partir de 1983, elle commence à se produire dans les bars comme chanteuse.
Conciliant musique et théâtre, elle se produit en 1985 à São Paulo dans l'opéra-rock Colagens e bobagens de Shirley Pinheiro et Antonio Moreno et monte son premier concert solo Banho de Luz qui lui vaudra le prix Caymmi de meilleure interprète.
Sa carrière musicale commence alors à prendre de l'ampleur et, en 1987, avec l'essor de la musique axé et de la participation des femmes dans les trios elétricos, elle devient la chanteuse du trio du bloco 20 Vê. Durant cette période, à cause de la difficile acceptation des femmes comme chanteuse dans les trios, sa voit était artificiellement rendue plus grave, malgré son timbre naturel déjà très porté dans ces tons.
De cette année date le succès Faraó, premier morceau samba-reggae enregistré au Brésil. Elle continue ses concerts récoltant le succès tant auprès du public que de la critique, et reçoit pour la seconde fois, le prix Caymmi de meilleure interprète.
Toujours en 1987, comme chanteuse du bloco Simpatia quase amor, ses chansons commencent à percer sur la scène nationale et l'année suivante, elle se produit à Buenos Aires. Elle grave alors son premier disque éponyme.
En 1989, elle représente le Brésil, aux côtés de Pepeu Gomes, au 7e festival de musique des Caraïbes à Carthagène, en Colombie. Elle enregistre cette même année son deuxième album, Um canto para subir. Avec Gilberto Gil et Dominguinhos, elle participe à de nombreux concerts et lance un disque (Elegibô) aux États-Unis ce qui lui vaut une invitation de David Byrne pour faire la première partie des concerts des Talking Heads dans leur tournée mondiale.
Son disque Elegibô est considéré comme un des cinq meilleurs albums de world music du monde par la revue musicale Rolling Stones en 1991.
Elle enchaîne alors les disques et les tournées, tant au Brésil qu'à travers le monde, mais s'éloignant des grands labels de musique et de leur logique commerciale, elle ne touche plus le grand public. Ses concerts à Salvador continuent néanmoins d'attirer un public toujours nombreux. Finalement, en 2003, elle revient sur le devant de la scène avec un nouveau disque, produit cette fois sous son propre label. Sa chanson Dandalunda reçoit notamment le prix Dodô et Osmar en 2003 de meilleure chanson et de meilleure interprète.
Le 17 décembre 2010 elle fait une participation très remarquée à la troisième édition du Festival mondial des Arts nègres à Dakar au Sénégal.
Sa biographie montre une femme aux multiples facettes artistiques mais Margareth Menezes, par ses origines pauvres, se révèle toujours très préoccupée par la lutte contre les inégalités et pour le respect. Elle est considérée comme l'Aretha Franklin brésilienne par le Los Angeles Times.

## Parcours politique
En décembre 2022, elle est nommée par le président Luiz Inácio Lula da Silva comme la ministre de la Culture du Brésil pour son troisième mandat à partir du 1er janvier 2023.

## Discographie
- 1988 - Margareth Menezes
- 1989 - Um Canto para Subir
- 1989 - Elegibô
- 1991 - Kindala
- 1993 - Luz Dourada
- 1995 - Gente de Festa
- 1998 - Disco Autoral
- 2001 - MagaAfropopbrasileiro
- 2003 - Tete-à-tete Margareth Menezes
- 2005 - Margareth Menezes Pra Você